# Харки, Фархад Ибрагимович
Фархад Ибрагимович Харки (каз. Фархад Ибрагимұлы Харки; 20 апреля 1991 года) — казахстанский тяжёлоатлет. Призёр олимпиады 2016 года. 

## Биография
Фархад Харки - дунганин, является воспитанником спортивного интерната в Китае. В 2008 году стал гражданином Казахстана.
О месте его рождения сведения противоречивы: называются Киргизия  и Куйбышевская область России .
Был одним из кандидатов в сборную Казахстана на Олимпиаду-2012. Но из-за протеста Китая не выехал в Лондон.
Выступает за Актюбинскую область. Чемпион Казахстана 2012 года.
С результатом 138 + 165 = 303 кг стал серебряным призёром чемпионата Азии 2013 года.
На Универсиаде 2013 года стал чемпионом, показав результат 135 + 171 = 306 кг.
Является студентом Академии туризма и спорта (Алматы).